# Гай Антоний Гибрида
Гай Анто́ний Гибри́да (лат. Gaius Antonius Hybrida; родился предположительно в 106 году до н. э. — умер в 42 году до н. э. или немного позже, Рим, Римская республика) — древнеримский военачальник и политический деятель из плебейского рода Антониев, консул 63 года до н. э., цензор 42 года до н. э. В молодости был одним из сторонников Луция Корнелия Суллы, участвовал в Первой Митридатовой войне. Из-за грабежей в Греции привлекался к суду в 76 году до н. э. (его обвинителем был Гай Юлий Цезарь), а в 70 году был исключён из сената. Тем не менее он смог пройти всю лестницу магистратур. Его коллегой по претуре (в 66 году) и консулату (в 63 году) был Марк Туллий Цицерон. Антония подозревали в причастности к заговору Катилины (63 год до н. э.), но он поддержал Цицерона в борьбе с заговорщиками и возглавил направленную против них армию.
После консулата Антоний был наместником Македонии (62—60 годы до н. э.) и правил настолько неумело и недостойно, что по возвращении в Рим снова попал под суд и был вынужден уйти в изгнание. Жил на острове Кефалления, вернулся на родину не позже 44 года до н. э. В 42 году был избран цензором и умер вскоре после этого.
Родным племянником и зятем Гая Антония Гибриды был Марк Антоний, член второго триумвирата.

## Происхождение
Гай Антоний принадлежал к старинному плебейскому роду, который согласно источникам времён Поздней республики возводил свою родословную к Антону, одному из сыновей Геракла. Тит Ливий упоминает принадлежавших к этому роду децемвира (450—449 годы до н. э.), военного трибуна с консульской властью (422 год) и начальника конницы (334—333 годы). При этом до I века до н. э. среди Антониев не было ни одного консула, и их положение в составе римского нобилитета характеризуется в историографии как «незавидное». Отец Гая Марк Антоний Оратор смог сделать карьеру благодаря своим способностям (в частности, красноречию) и, согласно одной из гипотез, благодаря поддержке Гая Мария. В 99 году до н. э. он был консулом, в 97 году — цензором.
У Гая Антония был старший брат Марк Антоний, известный под прозвищем Кретик (Критский). Марк рано умер и в своей карьере достиг только претуры. Его сыном был триумвир Марк Антоний, племянник Гая.
Прозвище «Гибрида» (лат. Hybrida, от др.-греч. ὕβρις) упоминается у Плиния Старшего; оно имело неприятное для его носителя значение «полудикий», а также — «ребёнок римлянина и неримлянки».

## Биография

### Ранние годы
Исследователи относят рождение Гая Антония, исходя из дат его претуры и консулата и требований Корнелиева закона, приблизительно к 106 году до н. э. Таким образом, на его раннюю юность приходится Союзническая война. Первые упоминания об Антонии в сохранившихся источниках относятся к 80-м годам до н. э., ко времени открытой конфронтации между марианской и сулланской «партиями». В 88 году консул Луций Корнелий Сулла в ответ на лишение его командования в войне с Митридатом двинул армию на Рим, занял город и объявил своих врагов, включая Гая Мария, врагами государства. Поскольку большинство офицеров его не поддержало, Сулла был вынужден набрать из числа римской молодёжи новых легатов, военных трибунов и префектов; в числе последних оказался и Гай Антоний. Весной 87 года армия Луция Корнелия переправилась на Балканы и начала военные действия против понтийцев. Тем временем в Италии началась новая гражданская война: Марий в союзе с Цинной в свою очередь занял Рим и расправился со своими врагами, в числе которых был и Марк Антоний Оратор (этот нобиль, как минимум, не осудил мятеж Суллы). Марк Антоний-младший, по мнению некоторых учёных, был вынужден бежать в Грецию, где присоединился к брату.
В 84 году до н. э. Гай Антоний находился в Греции. Известно, что, командуя конницей Суллы, он грабил местные города и святилища. Вместе со своим командующим он вернулся в Рим, а после окончательной победы в гражданской войне смог обогатиться за счёт имущества проскрибированных. Известно, что Гай Антоний участвовал в качестве возницы в праздничных играх, и по этой причине Марк Туллий Цицерон позже назвал его в одной из своих речей колесничим (quadrigarius).
В 76 году до н. э. молодой патриций Гай Юлий Цезарь привлёк Гая Антония к суду от имени ограбленных им греков. Процесс вёл претор по делам иностранцев Марк Теренций Варрон Лукулл (Плутарх утверждает, что суд происходил в Греции, но он явно ошибается). Известно, что Антоний был осуждён, но тут же подал апелляцию народным трибунам, заявив, что не может и не хочет в суде на равных состязаться с греками. В результате приговор так и не вступил в силу. Тем не менее позже, в 70 году до н. э., цензоры Луций Геллий Публикола и Гней Корнелий Лентул Клодиан исключили Гая Антония из сената, и антиковед А. Егоров называет это «явным отголоском процесса». Были названы три причины исключения: Гай Антоний «союзников разграбил…, отверг приговор суда…, из-за множества долгов своё имущество передал во владение другим и уже не был его собственником». Квинт Туллий Цицерон позже назвал это решение цензоров «прекрасным и справедливым».

### Cursus honorum
Исключение Антония из сената не создало непреодолимую преграду для его карьеры: Гай смог начать движение по традиционной лестнице магистратур и после первой же курульной должности снова стал сенатором. Благодаря одной сохранившейся надписи с текстом закона о признании жителей Термесса друзьями и союзниками римского народа известно, что Гай был народным трибуном. Эльмар Клебс относит это к 71 году до н. э., то есть к периоду до исключения из сената, а Роберт Броутон — к 68 году до н. э. Есть мнение, что Антоний прошёл и через эдилитет, хотя прямых указаний на это в источниках не найдено. В один год с «новым человеком» Марком Туллием Цицероном он выдвинул свою кандидатуру в преторы и получил эту должность (на 66 год до н. э.), заняв на выборах третье место.
В 64 году до н. э., спустя положенное по Корнелиеву закону время, Гай Антоний выдвинул свою кандидатуру в консулы — снова вместе с Цицероном, который на этот раз был его главным соперником. Другими соискателями были плебеи Квинт Корнифиций, Гай Лициний Сацердот и Луций Кассий Лонгин и двое патрициев — Публий Сульпиций Гальба и Луций Сергий Катилина. Последний и Гай Антоний, по некоторым данным, пользовались поддержкой самого богатого человека в Риме — Марка Лициния Красса — и действовали в связке.
Цицерон считал угрозу со стороны Антония очень серьёзной, но его брат Квинт в своём «Кратком наставлении по соисканию консульства» постарался доказать, что у Гибриды нет шансов на победу за отсутствием способностей, влиятельных друзей и хорошей репутации. Марк Туллий постарался нанести удар по конкуренту в своей речи в сенате («Речи в беленой тоге»), в которой назвал Антония грабителем, гладиатором и «колесничим», обвинил в грабежах в Греции, высокомерии, мотовстве и разврате. Тот отвечал в не менее оскорбительной манере, но фактическая сторона его обвинений сводилась к тому, что Цицерон — «новый человек».
По результатам голосования Гай Антоний уступил Цицерону, но занял второе место, немного опередив Катилину; возможно, свою роль сыграла добрая память, которую оставил о себе его отец. Новые консулы приняли полномочия 1 января 63 года до н. э., и, несмотря на ожесточённость предшествовавшей этому борьбы, уже не враждовали. Цицерон в произнесённой им в январе второй «Речи о земельном законе» говорит об установившемся согласии, но не сообщает какие-либо детали. Уже летом стало известно о том, что консулы обменялись провинциями. В начале года по жеребьёвке Антонию досталась Цизальпийская Галлия, а Цицерону — Македония; при этом на более богатую Македонию претендовал Антоний, тогда как его коллега предпочёл бы вообще остаться в Риме. Поэтому консулы заключили тайное соглашение: Гибрида получал желаемую им провинцию, гарантируя взамен поддержку всех начинаний Цицерона и передачу ему части македонских доходов. В результате Марк Туллий смог, по словам Плутарха, «прибрать Антония к рукам» и заставить его «словно наёмного актёра, играть при себе вторую роль на благо и для спасения государства».

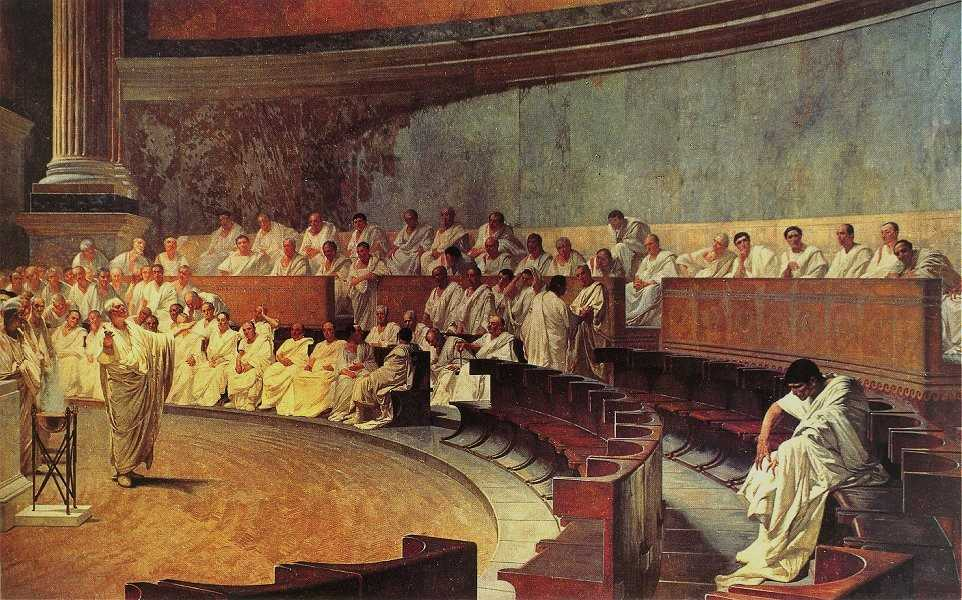
Чезаре Маккари. «Цицерон разоблачает Катилину» (1888).

Тем временем Катилина снова выдвинул свою кандидатуру в консулы (на 62 год до н. э.) и снова проиграл выборы. После этого он перешёл к нелегальным методам борьбы за власть: возник заговор, целью которого было поднять восстание в Риме и разных частях Италии. Существовало подозрение, что Гай Антоний со всем этим связан; во всяком случае, накануне выборов Катилина надеялся на помощь Гибриды и говорил о каких-то его «посулах», а Цицерон поручил квестору Публию Сестию следить за Гаем. Осенью, когда заговорщики энергично готовились к выступлению и в Риме царила тревожная атмосфера, Антоний вёл себя двусмысленно. Зная о существующих подозрениях, он «не захотел ни оправдаться, опровергнув эти подозрения, ни успокоить опасения, прибегнув к притворству». Дион Кассий прямо говорит, что Гибрида участвовал в заговоре. Исследователи считают это преувеличением, но допускают, что Антоний сочувствовал делу Катилины и окончательно поддержал его врагов только когда стало ясно, за кем останется победа. По словам Цицерона, Гай «удостоился похвалы за то, что он порвал с участниками этого заговора всякие официальные и личные отношения», но говорится об этом уже в третьей речи против Катилины, произнесённой после окончательного раскрытия заговора; это может быть доказательством в пользу долгих колебаний Антония.
В ноябре 63 года до н. э. Катилина бежал в Этрурию, где уже собирал армию его сторонник Манлий. Он был объявлен врагом государства, и Гая Антония назначили командиром армии, направленной на подавление мятежа. Повстанцев было, по разным данным от 7 до 20 тысяч человек, но в большинстве своём они были плохо вооружены; узнав, что оставшиеся в Риме заговорщики казнены, эти люди начали разбегаться. Чтобы избежать встречи с армией Антония, Катилина начал отступать, но под Писторией ему пришлось остановиться, так как на севере путь ему преградил наместник Цизальпийской Галлии Квинт Цецилий Метелл Целер. Решающее сражение оказалось неизбежным. Чтобы не участвовать в этом, Антоний накануне битвы передал командование своему легату Марку Петрею, и тот одержал полную победу (январь 62 года до н. э.). Голову Катилины, погибшего в схватке, Антоний приказал отправить в Рим, чтобы окончательно развеять слухи о своём участии в заговоре. Солдаты провозгласили его императором

### Проконсулат и изгнание
Весной 62 года до н. э. Гай Антоний отправился в Македонию. Там он сразу начал заниматься открытым грабежом провинциалов, ростовщичеством, взиманием недоимок по налогам, сопровождавшимся всевозможными злоупотреблениями; проконсул развязал войну с пограничными племенами (дарданами и мёзами) и потерпел поражение. Сохранился отрывок из речи Марка Целия Руфа с описанием того, как приближённые пытаются разбудить пьяного Гибриду, поскольку только что узнали о военной угрозе: «Обезумев от страха из-за приближения врагов», они «стали будить Антония, выкрикивали имя, напрасно трясли за плечи, что-то вкрадчиво шептали ему в ухо, что-то с грохотом разбивали, но так как он не воспринимал ни голосов, ни прикосновений, но пытался обхватить за шею кого-то ближайшего к нему, не будучи в состоянии ни пробудиться от сна, ни протрезветь, его полусонного пришлось выносить на руках центурионов и наложниц».
Известия о недостойном поведении наместника быстро достигли Рима. Осенью того же года сенаторы хотели отозвать Антония, но Цицерон его поддержал, и он остался в провинции ещё на два года. Сохранился ряд писем Марка Туллия, отправленных в конце 62 — начале 61 годов до н. э., из которых следует, что во взаимоотношениях двух союзников на этом этапе появилась серьёзная проблема: Антоний не смог сохранить в тайне детали сделки относительно обмена провинциями и неаккуратно выполнял условие относительно денег. Цицерону пришлось обратиться за помощью к своему другу Аттику, у которого были обширные деловые связи на Балканах. «Эта троянка — поистине сама медлительность, — написал Цицерон Аттику 1 января 61 года до н. э. — Я не видал никого, кто превзошёл бы её бесстыдством, хитростью, медлительностью… Отговорки и проволочки…». Некоторые учёные полагают, что под «троянкой» имеется в виду сам Антоний. Македонские деньги Цицерон рассчитывал потратить на покрытие долгов, образовавшихся из-за покупки им роскошного особняка на Палатине, а потому необязательность Гибриды его сильно раздосадовала. К февралю 61 года проблема была улажена; существует, правда, альтернативное мнение, что Цицерон так ничего и не получил из Македонии.
В Рим Гай Антоний вернулся в конце 60 года до н. э. Его сразу привлекли к суду, и процесс состоялся в начале 59 года (не позже марта). О сути обвинения точной информации нет из-за скудости источниковой базы. Комментатор речи Цицерона «В защиту Флакка» пишет, что Гай Антоний был обвинён «не столько вследствие преступления в вымогательстве, сколько из-за заговора, в котором он был осуждён прежде»; большинство учёных полагает, что речь шла об оскорблении величия римского народа и что подсудимому инкриминировались некомпетентность на посту наместника и сговор с Катилиной. Обвинителями были Марк Целий Руф, Луций Каниний Галл и Квинт Фабий Максим, а защищал Антония Цицерон. Последний воспринимал этот процесс в первую очередь как попытку ударить по нему самому, организовавшему когда-то расправу с катилинариями, и он выстроил свою тактику на противопоставлении реальных, по его мнению, заслуг подсудимого в борьбе с Катилиной распространённым домыслам об участии Гибриды в заговоре. В своей речи Марк Туллий нападал, в частности, на одного из консулов того года Гая Юлия Цезаря, замеченного в сочувствии делу Катилины и даже обвинявшегося в участии в так называемом «первом заговоре Катилины». В ответ на это Цезарь в тот же день оформил переход в плебс злейшего врага Цицерона Публия Клодия Пульхра, который благодаря этому получил трибунат на следующий год.
Процесс закончился обвинительным приговором: Гай Антоний лишился всех гражданских прав и отправился в изгнание. Значительная часть римского общества восприняла это с радостью, а могила Катилины по такому случаю была украшена цветами. Антоний поселился на Кефаллении. Там он занял очень видное положение: по словам Страбона, изгнанник «держал весь остров в своей власти так, будто это было частное владение»; им был основан новый город.

### Последние годы
В изгнании Гай Антоний провёл более десяти лет. В 49 году до н. э., когда началась гражданская война между Гнеем Помпеем Великим и Гаем Юлием Цезарем, одним из главных сподвижников последнего стал народный трибун Марк Антоний, племянник Гая. Этот цезарианец призвал в Италию многих изгнанников — но его дяди в их числе не было (в этом упрекнул Марка Цицерон в одной из своих филиппик). Известно только, что Гибрида вернулся из изгнания до января 44 года до н. э., когда он участвовал в одном из сенатских заседаний Позже Марк Антоний побудил дядю баллотироваться в цензоры и, по словам Цицерона, «так подготовил его соискание, что оно вызывало и смех, и сетования». Тем не менее Гибрида стал цензором в 42 году до н. э. совместно с Публием Сульпицием Руфом.
После этого Гай Антоний уже не упоминается в источниках. По-видимому, он умер в 42 году до н. э. или немного позже.

## Семья
У Гая Антония были две дочери. Старшая из них стала женой Луция Каниния Галла, одного из обвинителей её отца. Младшая вышла за своего двоюродного брата Марка Антония, а в 47 году до н. э. получила развод, поскольку муж заподозрил её в любовной связи с Публием Корнелием Долабеллой. Предположительно именно дочь Антонии Младшей (и соответственно внучка Гая) была помолвлена в 44 году до н. э. с Марком Эмилием Лепидом (сыном будущего триумвира), а позже стала женой Пифодора из Тралл и матерью Пифодориды — царицы Понта и Каппадокии.

## Оценки
В произведениях Марка и Квинта Туллиев Цицеронов, относящихся к 65—64 годам до н. э. (ко времени борьбы за консулат), Гай Антоний получил самые враждебные и уничижительные оценки. Квинт Туллий ставит его рядом с Катилиной как «с детства убийцу» и «развратника», справедливо «вышвырнутого из сената»; по его словам, Гибрида отличался крайней трусостью, водил знакомство с ланистами, а во время претуры открыто держал в своём доме любовницу рабыню. Марк Туллий в своей «Речи в белёной тоге» обвинил Гая Антония в поведении, недостойном римского аристократа.
Теодор Моммзен дал Гибриде уничижительную характеристику: для него это «слабый, незначительный, совершенно непригодный к роли вождя и опустившийся человек». Сергей Ковалёв называет Гая Антония «совершенно бесцветным человеком» и даже «полным ничтожеством», которое на время перешло в демократический лагерь исключительно ради собственной выгоды.